# Simetría traslacional

Para funciones con simetría traslacional se cumple que. La medida de Lebesgue es un ejemplo de estas funciones.

En geometría, trasladar una figura geométrica es moverla de un lugar a otro sin rotarla. Matemáticamente, una traslación «desliza» un elemento según la relación a: Ta(p) = p + a. En física y matemáticas, la simetría traslacional continua es la invariancia de un sistema de ecuaciones bajo cualquier traslación. La simetría traslacional discreta es invariante bajo traslación discreta. 
Análogamente, en el estudio de funciones se dice que un operador A es invariablemente traslacional con respecto a un operador de traslación {\displaystyle T_{\delta }} si el resultado después de aplicar A no cambia si la función del argumento se traslada. Más precisamente, debe verificar que 
{\displaystyle \forall \delta \ Af=A(T_{\delta }f).\,}
Las leyes de la física son invariablemente traslacionales bajo una traslación espacial si no se distinguen diferentes puntos en el espacio. Según el teorema de Noether, la simetría traslacional espacial de un sistema físico es equivalente a la ley de conservación del momento.
La simetría traslacional de un objeto significa que una traslación particular no cambia el objeto. Para un objeto dado, las traslaciones a las que se aplica esto forman un grupo, el grupo de simetría del objeto o, si el objeto tiene más tipos de simetría, un subgrupo del grupo de simetría.

## Geometría
La invariancia traslacional implica que, al menos en una dirección, el objeto es infinito: para cualquier punto p, el conjunto de puntos con las mismas propiedades debido a la simetría traslacional forman el conjunto discreto infinito {p + na | n ∈ Z } = p + Z a. Los dominios fundamentales son, por ejemplo, H + [0, 1]a para cualquier hiperplano H para el que a tiene una dirección independiente. Esto es en 1D (en una dimensión) un segmento de recta, en 2D una franja infinita y en 3D una losa, de modo que el vector que comienza en un lado termina en el otro lado. Téngase en cuenta que la tira y la losa no necesitan ser perpendiculares al vector, por lo tanto, pueden ser más estrechas o más delgadas que la longitud del vector.
En espacios con una dimensión superior a 1, puede haber simetría traslacional múltiple. Para cada conjunto de k vectores de traslación independientes, el grupo de simetría es isomorfo con Zk. En particular, la multiplicidad puede ser igual a la dimensión. Esto implica que el objeto es infinito en todas las direcciones. En este caso, el conjunto de todas las traslaciones forma una red. Las diferentes bases de los vectores de traslación generan la misma red si y solo si una se transforma en la otra mediante una matriz de coeficientes enteros cuyo valor absoluto del determinante es 1. El valor absoluto del determinante de la matriz formada por un conjunto de vectores de traslación es el hipervolumen del paralelepípedo n-dimensional de los subtendidos del conjunto (también llamado covolumen de la red). Este paralelepípedo es un dominio fundamental de la simetría: cualquier patrón sobre él o dentro de él es posible, y esto define el objeto completo. Véase también celosía (grupo). 
Por ejemplo, en 2D, en lugar de a y b también se pueden tomar a y a − b, etc. En general, en 2D se puede tomar pa + qb y ra + sb para enteros p, q, r y s tales que ps − qr es 1 o −1. Esto asegura que a y b en sí son combinaciones lineales de números enteros de los otros dos vectores. Si no, no todas las traslaciones son posibles con el otro par. Cada par a, b define un paralelogramo, todos con la misma área, la magnitud del producto vectorial. Un paralelogramo define completamente todo el objeto. Sin más simetría, este paralelogramo es un dominio fundamental. Los vectores a y b pueden ser representados por números complejos. Para dos puntos dados de una red, la equivalencia de opciones de un tercer punto para generar una forma de red está representada por el grupo modular, véase red (grupo). 
Alternativamente, por ejemplo, un rectángulo puede definir el objeto completo, incluso si los vectores de traslación no son perpendiculares, si tiene dos lados paralelos a un vector de traslación, mientras que el otro vector de traslación que comienza en un lado del rectángulo termina en el lado opuesto. 
Por ejemplo, considérese un mosaico con teselas rectangulares iguales, decoradas con un patrón asimétrico, todas orientadas de la misma manera, en filas, y para cada fila con un desplazamiento (siempre ele mismo) de una fracción (no la mitad) de un mosaico. Entonces se tendrá solamente simetría traslacional, del grupo del papel pintado ''p''1 (lo mismo se aplica sin desplazamiento). Con la simetría rotacional de orden dos del patrón en el mosaico se tiene p2 (una mayor simetría del patrón en la tesela no cambia este hecho, debido a la disposición de las teselas). El rectángulo es una unidad más conveniente para considerar como dominio fundamental (o un conjunto de dos de ellos) que un paralelogramo que consista en parte de una tesela y parte de otra. 
En 2D puede haber simetría traslacional en una dirección para vectores de cualquier longitud. Una recta, no en la misma dirección, define completamente el objeto completo. De manera similar, en 3D puede haber simetría traslacional en una o dos direcciones para vectores de cualquier longitud. Un plano (sección transversal) o línea, respectivamente, definen completamente el objeto completo.

## Ejemplos

### Texto
Un ejemplo de simetría traslacional en una dirección en 2D número 1) es: 
Nota: El ejemplo no posee simetría rotacional. 
```
ejemplo ejemplo
  ejemplo ejemplo
    ejemplo ejemplo
      ejemplo ejemplo
```

(se obtiene el mismo resultado moviendo una línea hacia abajo y dos posiciones hacia la derecha), y de simetría traslacional en dos direcciones en 2D (grupo del papel pintado p1): 
```
* |* |* |* |
 |* |* |* |*
|* |* |* |*
* |* |* |* |
 |* |* |* |*
|* |* |* |* 
```

(se obtiene lo mismo moviendo tres posiciones hacia la derecha, o una línea hacia abajo y dos posiciones hacia la derecha; en consecuencia, se obtiene también lo mismo moviendo tres líneas hacia abajo). 
En ambos casos no hay simetría de imagen especular ni simetría rotacional. 
Para una traslación dada del espacio se puede considerar la traslación correspondiente de los objetos. Los objetos con al menos la simetría traslacional correspondiente son los puntos fijos de este último, que no deben confundirse con los puntos fijos de la traslación del espacio, que no existen.

### Cálculo

La relación "menor que" en los números reales, es invariante bajo traslación.

- La transformada de Fourier con el cálculo posterior de valores absolutos es un operador invariante de traslación.
- La aplicación que hace corresponder una función polinómica al grado polinómico es una función invariante de traslación.
- La medida de Lebesgue es una medida completa invariante por traslación.